# Goniądz
Goniądz je město v severovýchodním Polsku v Podleském vojvodství v okrese Mońki, sídlo stejnojmenné městsko-vesnické gminy. Město leží v kotlině řeky Biebrza, přibližně 50 kilometrů severozápadně od Bělostoku. V roce 2024 zde žilo 1 717 obyvatel.

## Galerie

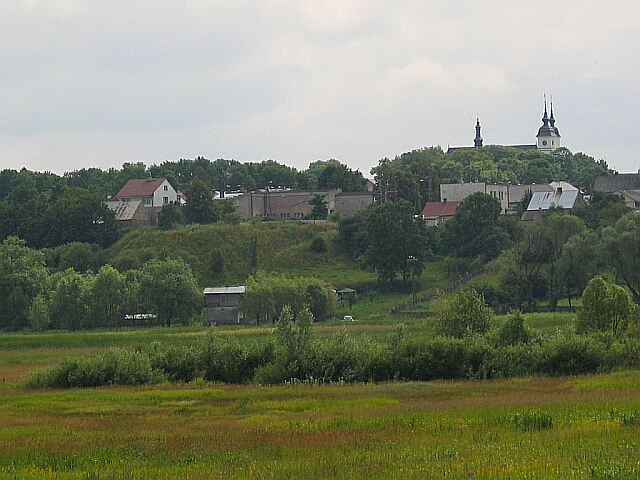
Panorama náměstí
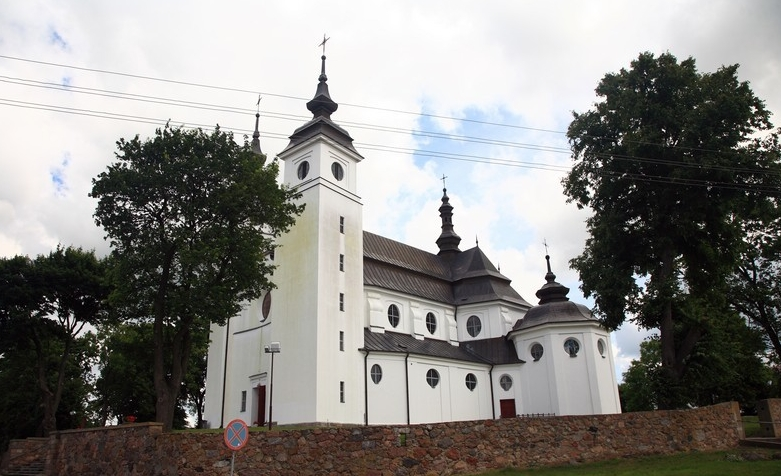
Kostel sv. Anežky